# Dipartimento di Magaria
Il dipartimento di Magaria è un dipartimento del Niger facente parte della regione di Zinder. Il capoluogo è Magaria.

## Geografia antropica
Il dipartimento di Magaria è suddiviso in 11 comuni:

### Comuni urbani
- Magaria

### Comuni rurali
- Bande
- Dantchiao
- Dogo-Dogo
- Dungass
- Gouchi
- Kwaya
- Malawa
- Sassoumbroum
- Wacha
- Yekoua